# Amar Saadani
Amar Saadani, quelquefois orthographié  sous la forme Amar Saïdani  (en arabe : عمار سعداني), né le 17 avril 1950 à Moularès en Tunisie, est un homme politique algérien. Il a été entre juin 2004 et mai 2007 président de l'Assemblée populaire nationale (APN), puis du 1er septembre 2013 au 22 octobre 2016, secrétaire général du Front de libération nationale (FLN),.
En cavale, poursuivi pour de multiples affaires de corruptions en Algérie, il a fui en France qui a refusé de l'extrader puis au Maroc ou il bénéficie de l'asile politique.

## Biographie
Selon sa biographie officielle, Amar Saadani détient un baccalauréat littéraire et a fait des études en sciences politiques. 
Il est devenu le onzième secrétaire général du Front de libération nationale (FLN) à l’issue de la 6e session controversée de son Comité central tenue en 2013 à Alger.
Ancien cadre syndical (UGTA), il fut député à l’APN en 1997, et membre du comité central du FLN. Il a été, au sein de l’APN, président de la commission des transports, des transmissions et des télécommunications. Réélu député en 2002, il a occupé le poste de vice-président de l’Assemblée avant d’être élu, le 23 juin 2004, président de l’APN[réf. souhaitée]. 
Le 22 octobre 2016, il démissionne du poste de secrétaire général du FLN, pour  dit-il, raisons de santé. Le 4 mars 2020, il annonce démissionner de toutes les structures du FLN.

## Controverse
En 2008, Amar Saadani est mis en cause dans le scandale des détournements estimés à plus de 500 millions de dollars (52 milliards de dinars) de la Générale des concessions agricoles (GCA) via sa société écran Al Karama. Il est convoqué devant la juge d'instruction près du tribunal de Djelfa le 23 juin 2007 et frappé d'une interdiction de sortie du territoire (ISTN) . 
En 2014, le site web d'investigation français Mondafrique accuse  Amar Saadani d'achats d'immobiliers suspects à Paris. Il a dans un premier temps  nié toute implication dans cette affaire et prétendu ne détenir aucun actif en France. Il finira par admettre une acquisition, pour sa fille, en juillet 2015 dans les colonnes du quotidien El Khabar. Dans la même affaire le directeur de Mondafrique accusait Saadani de posséder « 300 millions d’euros » dans des banques et de « nombreux immeubles à Paris ». La plainte pour diffamation de Saadani a eu pour dénouement une condamnation de Nicolas Beau pour "diffamation" par la 17e chambre du tribunal de grande instance de Paris .
-  «Le tribunal a jugé que l’enquête n’était pas sérieuse d’un point de vue journalistique»
-  Condamné à « verser 3 000 euros de dommages et intérêts à Saâdani, et 2 500 euros de frais d’avocat.
-  Condamné aussi à retirer l’article en question sous 15 jours avec une astreinte de 500 euros par jour en cas de refus.
-  «Le bénéfice de la bonne foi » n’a pas été reconnu.
Le 6 octobre 2017, Rachid Nekkaz a été agressé par le beau-fils de Amar Saïdani à Neuilly-sur-Seine, à l’ouest de Paris. L'opposant algérien avait l'habitude d'organiser des rassemblements devant l'appartement de Amar Saadani en l'accusant de corruption et de malversation, notamment d'avoir acquis cet appartement en détournant l'argent des Algériens. Dans une vidéo mise en ligne par l'activiste sur les réseaux sociaux, on le voit, visage ensanglanté accuser le fils de Saidani d'avoir voulu le tuer.[pertinence contestée]
À la suite de l'agression de Rachid Nekkaz, la justice française a condamné le beau-fils de Amar Saïdani, qui est également son neveu, à une amende de 127 euros assortie d’une peine d’emprisonnement d’un mois avec sursis.
Il est sous la menace d'une grosse peine d'emprisonnement et d'un mandat d'arrêt à la suite des scandales ayant éclaté après la démission d'Abdelaziz Bouteflika et l'incarcération de son ami Saïd Bouteflika. Amar Saadani a choisi de fuir en France qui l'a accueilli alors que l'Algérie exigeait son extradition. À la suite de la promulgation d'un accord franco-algérien d'extradition, il a choisi de fuir au Maroc, pays ou il a investi et demandé l'asile politique.